# باربرا هيرشي
باربرا هيرشي (بالإنجليزية: Barbara Hershey)‏ (و. 1948 – م) هي ممثلة من الولايات المتحدة الأمريكية . ولدت في هوليوود، كاليفورنيا.

## روابط خارجية
- باربرا هيرشي على موقع IMDb (الإنجليزية)
- باربرا هيرشي على موقع روتن توميتوز (الإنجليزية)
- باربرا هيرشي على موقع مونزينجر (الألمانية)
- باربرا هيرشي على موقع ألو سيني (الفرنسية)
- باربرا هيرشي على موقع تيرنر كلاسيك موفيز (الإنجليزية)
- باربرا هيرشي على موقع أول موفي (الإنجليزية)
- باربرا هيرشي على موقع قاعدة بيانات الأفلام السويدية (السويدية)
- باربرا هيرشي على موقع إن إن دي بي (الإنجليزية)
- باربرا هيرشي على موقع قاعدة بيانات الفيلم (الإنجليزية)
- باربرا هيرشي على موقع كينوبويسك (الروسية)